# Palosaari (Helsinki)
Pour les articles homonymes, voir Palosaari.
Palosaari est une petite île du golfe de Finlande de Mustikkamaa–Korkeasaari à l'est du centre-ville d'Helsinki en Finlande.

## Description
Elle est reliée à Korkeasaari par un remblai et fait partie du zoo de Korkeasaari, mais elle est fermée au public.
Le bâtiment construit à Palosaari sert d'hôpital vétérinaire et, si nécessaire, de lieu de quarantaine du parc zoologique.
Dans les années 2020, le tramway Kruunusillat et le pont de Kruunuvuori seront construits entre Korkeasaari et Palosaari à Kruunuvuorenranta, pour lesquels la terre sera comblée sur la rive nord des deux îles. La zone de comblement s'appelle Mieritzinranta.